# River Derwent (River Trent)
Der Derwent ist ein 80 km langer linker Nebenfluss des Trent in der englischen Grafschaft Derbyshire. Der Name „Derwent“ bedeutet in der keltischen Sprache „ein Tal dicht mit Eichen bewachsen“.

## Flusslauf
Der Derwent entspringt in den Pennines östlich von Glossop. Er entsteht auf dem moorigen Bleaklow-Bergplateau nördlich des Snake Pass im Peak District. Der Derwent durchfließt bald nach seinem Ursprung drei Stauseen: zuerst das Howden Reservoir, dann das Derwent Reservoir und schließlich das Ladybower Reservoir. Die Mündungen der Flüsse Westend und Ashop in den Derwent sind heute im Howden Reservoir bzw. dem Ladybower Reservoir versunken.
Am Dorf Bamford fließt der Noe in den Derwent und nachdem der Fluss das Anwesen von Chatsworth House durchquert hat, mündet der Wye bei Rowsley. Nachdem der Bentley Brook in Matlock in den Derwent gekommen ist, trifft der Amber bei Ambergate auf den Fluss. Der Derwent fließt durch das Zentrum von Derby, um schließlich bei Derwent Mouth, in den Trent zu münden. Der Fluss mäandriert, vor allem vor seiner Mündung, so kommt er auf eine Gesamtlänge von 80 km, während die Entfernung zwischen seinem Ursprung und der Mündung in den Derwent nur gut 55 km beträgt.

## Bedeutung des Flusses

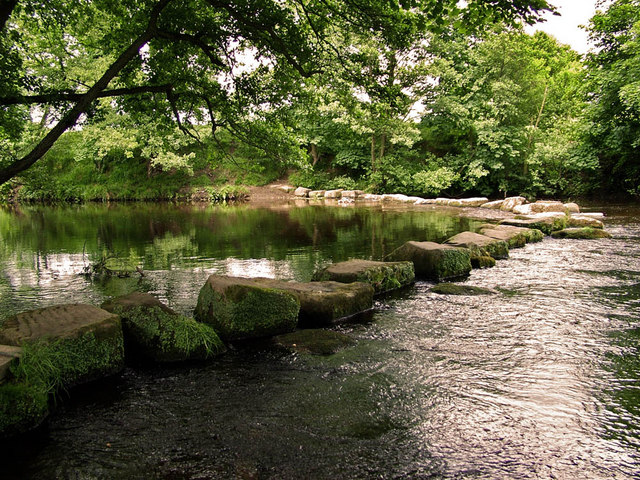
Step-Stone Bridge über den River Derwent

Der Derwent wurde durch einen Beschluss des Parlaments 1720 zwischen der Mündung in den Trent und Derby schiffbar gemacht. 1795 wurde der Schiffsverkehr auf dem Fluss eingestellt und auf den Derbykanal verlagert.
Zwischen Matlock Bath und Derby wurde der Fluss benutzt, um eine große Zahl von Baumwollspinnereien zu betreiben. Zu diesen gehört die Comford Mill von Richard Arkwright, die erste wasserbetriebene Spinnerei. Dieser und mehreren anderen ist die Derwent Valley Mills World Heritage Site als UNESCO-Weltkulturerbe gewidmet.
Die Stauseen des Howden Reservoir und des Derwent Reservoir im Oberlauf des Flusses wurden 1916 fertiggestellt, um die Wasserversorgung von Sheffield, Nottingham, Derby und Leicester sicherzustellen. Das Ladybower Reservoir wurde 1945 in Betrieb genommen, um den steigenden Wasserbedarf decken zu können. Das aufbereitete Wasser aus den Stauseen wird über den 45 km langen Derwent Valley Aqueduct abgeleitet. Das Carsington Reservoir wird ebenfalls durch Wasser aus dem Derwent gefüllt. In den trockeneren Sommermonaten wird ein Teil des Wassers von dort wieder in den Fluss geleitet, so dass in den anderen Stauseen mehr Wasser gestaut werden kann, als der Fluss sonst erlauben würde, ohne den Unterlauf trockenfallen zu lassen. Alle Stauseen werden heute von Severn Trent Water verwaltet.
Das Tal des Derwent ist auch wichtig für anderen als den Schiffsverkehr. Zwischen Derby und Rowsley folgt die Fernstraße von London nach Manchester (A6) dem Fluss. Die Eisenbahnstrecke der Midland Railway von Derby nach Sheffield bzw. Manchester folgte auch dem Derwent. Die Strecke nach Sheffield ist heute ein Teil der Midland Main Line. Die Strecke nach Manchester wurde hinter Matlock 1968 stillgelegt und ist heute zwischen Ambergate und Matlock die Derwent Valley Line. Auch die Cromford and High Peak Railway führte genauso wie der Cromford Canal durch das Flusstal.